# Leucheria
Leucheria Lag., 1811 è un genere di piante angiosperme dicotiledoni della famiglia delle Asteraceae.

## Descrizione

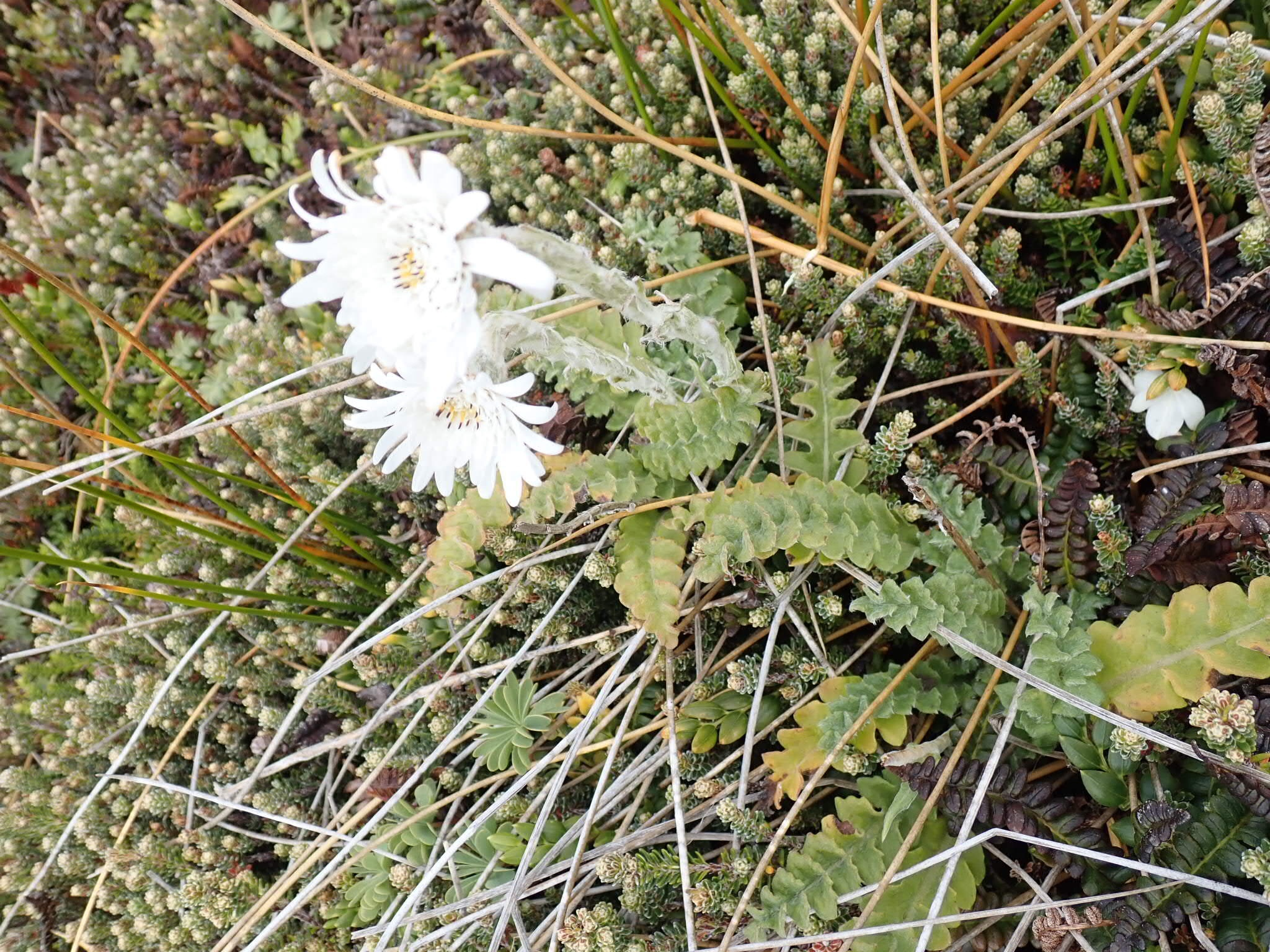
Il portamento
Leucheria suaveolens

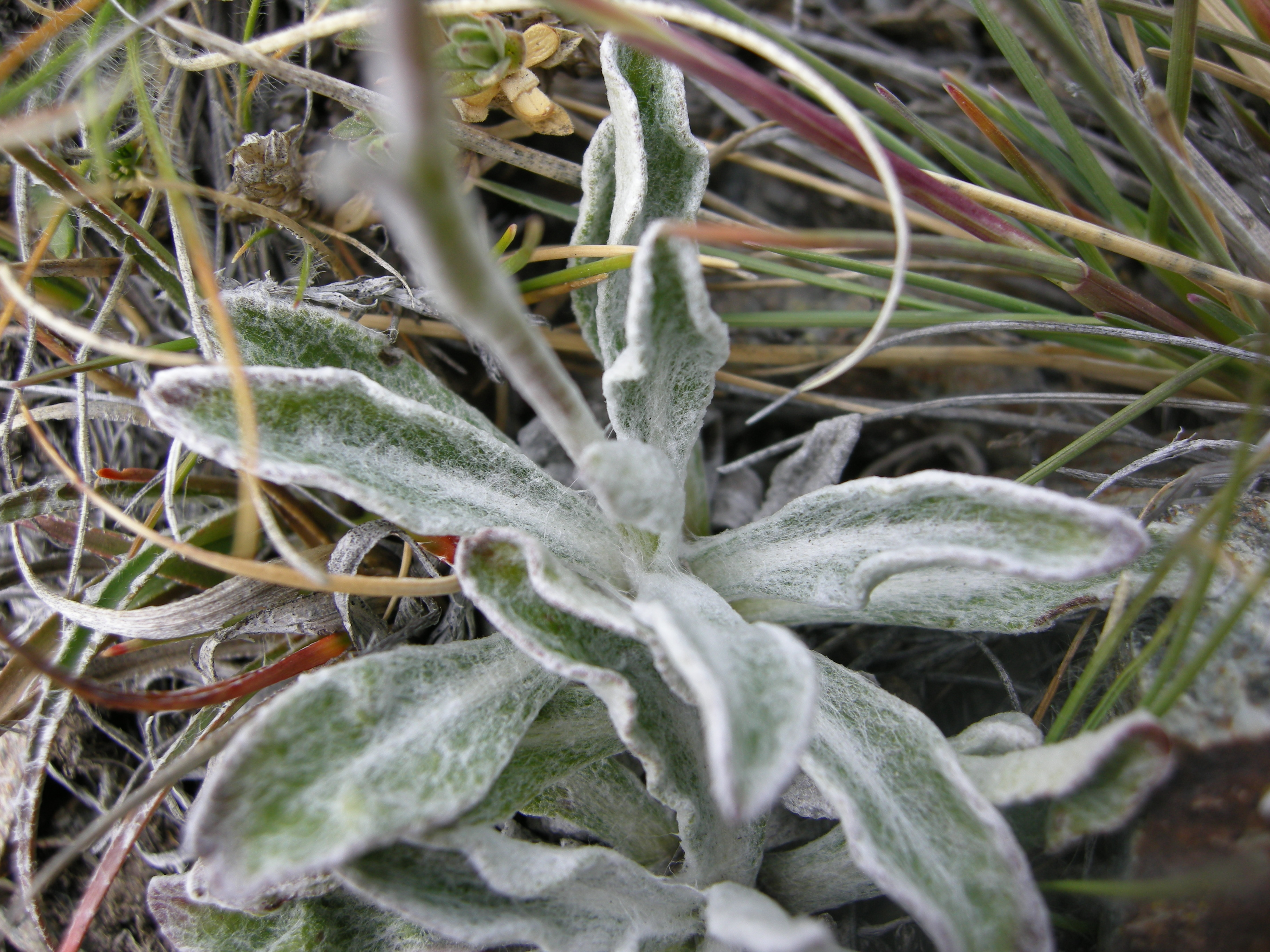
Le foglie
Leucheria hahnii

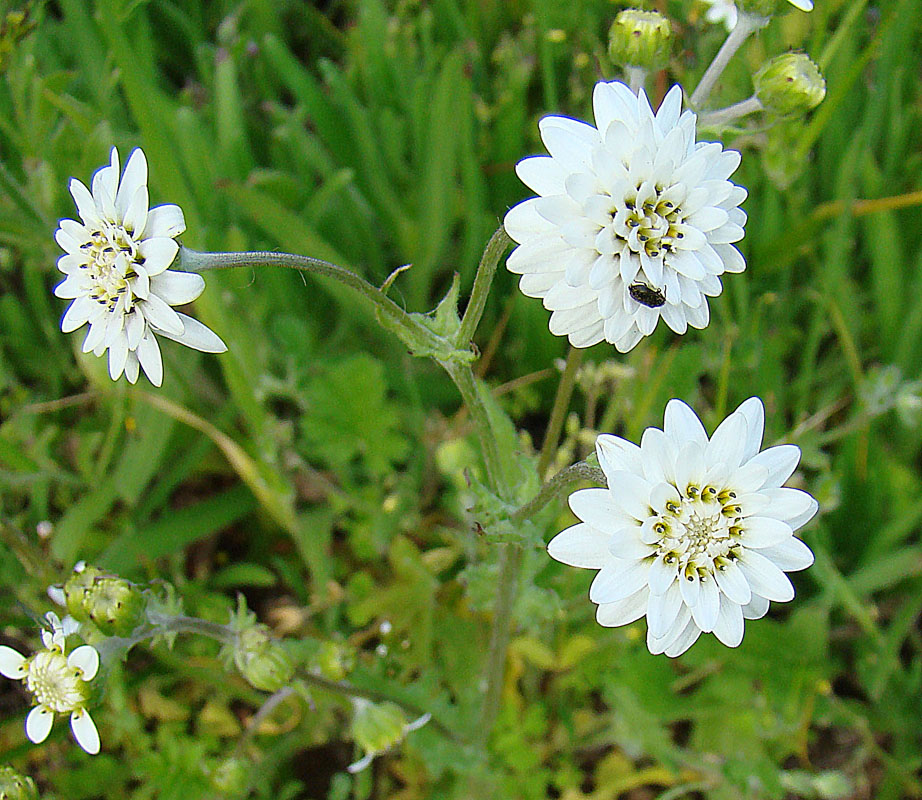
Infiorescenza
Leucheria cerberoana

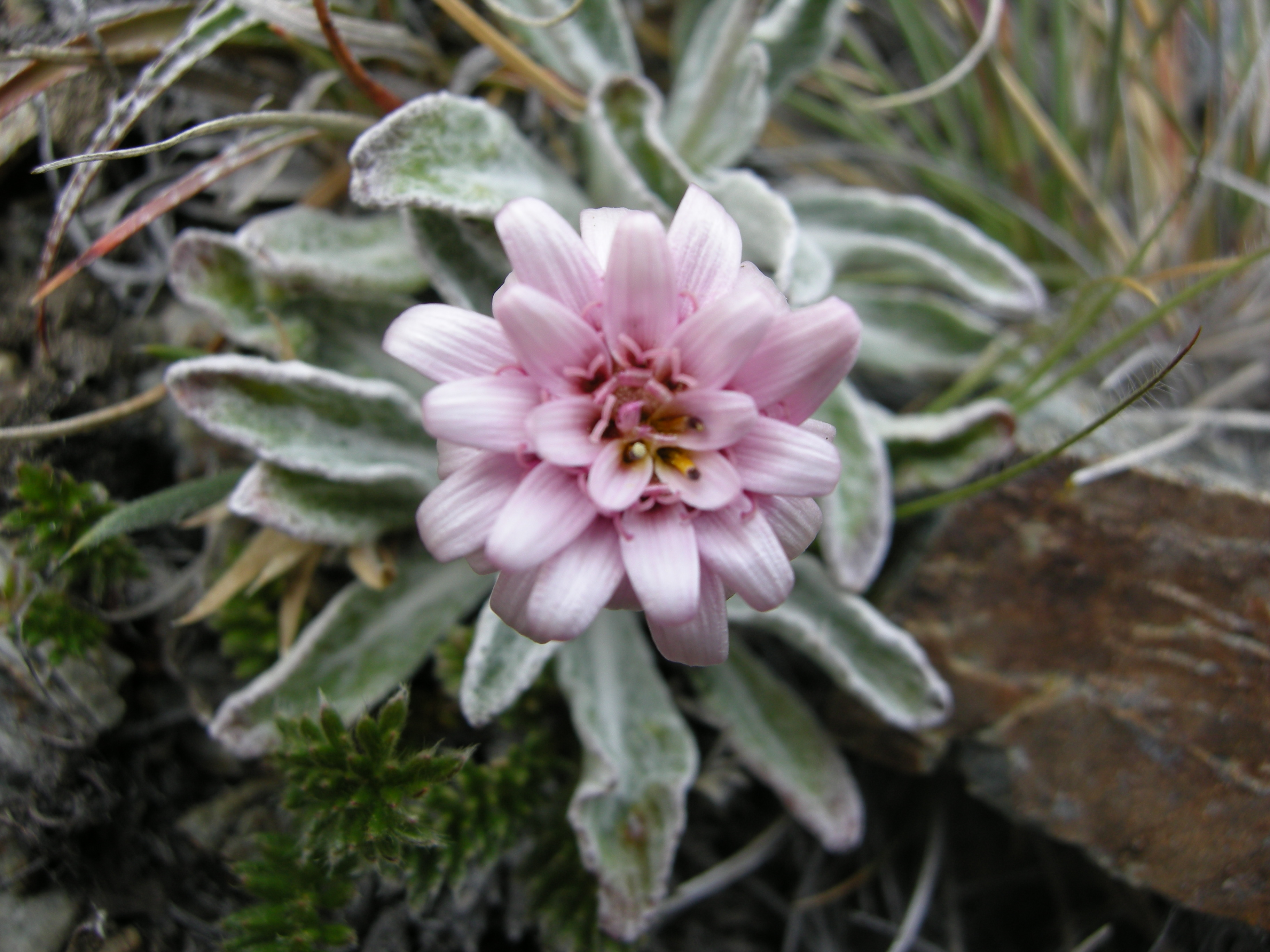
I fiori
Leucheria hahnii

Le specie di questo gruppo hanno un habitus erbaceo annuale o perenne. Sono prive di lattice.
Le foglie lungo il caule sono disposte in modo alternato e in genere formano una rosetta basale. La lamina fogliare ha varie forme: lineare, da strettamente lanceolata a ovata, spatolata con bordi interi, dentati o grossolanamente lobati. Sono presenti anche forme pennatosette o pennatifide.
Le infiorescenze sono composte da capolini terminali solitari o raccolti in formazioni corimbose o panicolate. I capolini, peduncolati, sono apparentemente radiati e sono formati da un involucro a forma campanulata composto da brattee (o squame) all'interno delle quali un ricettacolo fa da base ai fiori di due tipi (più o meno): tubulosi (centrali del disco) e ligulati (periferici del raggio). Le brattee, simili a foglie, disposte su 2 serie in modo embricato sono di vario tipo e consistenza. Il ricettacolo, glabro, a forma convessa è nudo (senza pagliette).
I fiori sono tetraciclici (a cinque verticilli: calice – corolla – androceo – gineceo) e in genere pentameri (ogni verticillo ha 5 elementi). I fiori sono omomorfi (a forme tutte uguali) e sono inoltre ermafroditi e fertili.
- Formula fiorale:

*/x K {\displaystyle \infty }, [C (5), A (5)], G 2 (infero), achenio
- Calice: i sepali del calice sono ridotti ad una coroncina di squame.
- Corolla: le corolle sono bilabiate: il labbro esterno ha tre denti (spesso leggermente prominenti); quello interno è molto corto con due denti, spesso ruotati. Le corolle sono colorate di bianco, rosa, lilla o altri colori vinosi.
- Androceo: l'androceo è formato da 5 stami con filamenti liberi e antere saldate in un manicotto circondante lo stilo.[9] Le antere in genere hanno una forma sagittata con appendici apicali acute. Le teche sono calcarate (provviste di speroni) e provviste di code. Il polline normalmente è tricolporato a forma sferica (può essere microechinato).
- Gineceo: il gineceo ha un ovario uniloculare infero formato da due carpelli.[9] Lo stilo è unico e con due stigmi. Alla base è presente un nodo glabro.  Gli apici degli stigmi sono moderatamente lunghi, troncati e sono ricoperti da piccole papille o in qualche caso da peli penicillati. L'ovulo è unico e anatropo.

I frutti sono degli acheni con pappo. La forma degli acheni è fusiforme (raramente è compressa); le pareti sono ricoperte da coste (raramente sono presenti dei rostri) e sono glabre (o eventualmente setolose). Il carpoforo (o carpopodium) è uno stretto anello o corto cilindro oppure è assente. Il pappo (raramente è assente) è formato da setole disposte su una serie, sono barbate o piumose del tutto o a volte sono subpiumose solo apicalmente, ed è direttamente inserito nel pericarpo o connato in un anello parenchimatico posto sulla parte apicale dell'achenio.

## Biologia
- Impollinazione: l'impollinazione avviene tramite insetti (impollinazione entomogama tramite farfalle diurne e notturne).
- Riproduzione: la fecondazione avviene fondamentalmente tramite l'impollinazione dei fiori (vedi sopra).
- Dispersione: i semi (gli acheni) cadendo a terra sono successivamente dispersi soprattutto da insetti tipo formiche (disseminazione mirmecoria). In questo tipo di piante avviene anche un altro tipo di dispersione: zoocoria. Infatti gli uncini delle brattee dell'involucro si agganciano ai peli degli animali di passaggio disperdendo così anche su lunghe distanze i semi della pianta.

## Distribuzione e habitat
Le specie di questo gruppo sono distribuite nel Sudamerica (Argentina, Bolivia, Cile, Isole Falkland e Perù).

## Tassonomia
La famiglia di appartenenza di questa voce (Asteraceae o Compositae, nomen conservandum) probabilmente originaria del Sud America, è la più numerosa del mondo vegetale, comprende oltre 23.000 specie distribuite su 1.535 generi, oppure 22.750 specie e 1.530 generi secondo altre fonti (una delle checklist più aggiornata elenca fino a 1.679 generi). Nel 2021 la famiglia è divisa in 16 sottofamiglie.

### Filogenesi
La sottofamiglia Mutisioideae, nell'ambito delle Asteraceae occupa una posizione "basale" (si è evoluta precocemente rispetto al resto della famiglia) ed è molto vicina alla sottofamiglia Stifftioideae. La tribù Nassauvieae con la tribù Mutisieae forma due "gruppi fratelli" ed entrambe rappresentano il "core" della sottofamiglia.
Il genere Leucheria descritto da questa voce appartiene alla tribù Nassauvieae. In uno studio recente (2018) il genere di questa voce risulta appartenere ad un clade (interno alla tribù) formato dai generi Leucheria, Moscharia, Oxyphyllum e Polyachyrus. Nell'ambito di questo clade Leucheria occupa il "core" e con il genere  Polyachyrus forma due "gruppi fratelli". All'interno del genere, da un punto di vista morfologico-cladistico, sono stati individuati due cladi principali: un gruppo di piante acaulescenti/subacaulescenti (il "core" del genere) e un gruppo di piante caulescenti (gruppo suddiviso ulteriormente in due sottocladi). Lavandero et al. 2020
I caratteri distintivi per le specie di questo genere sono:
- il portamento delle piante è annuale o perenne, scapiforme erbaceo;
- il ricettacolo è privo di pagliette (talvolta ne è provvisto);
- la corolla è bilabiata;
- i bracci dello stilo sono incoronati da papille.

Il numero cromosomico delle specie di questo genere è: 2n = 40.

### Elenco specie
Questo genere comprende le seguenti 48 specie:
- Leucheria achilleifolia Hook. & Arn.
- Leucheria amoena  Phil.
- Leucheria apiifolia  Phil.
- Leucheria arancioi  Jara-Arancio, Ratto & Adr.Bartoli
- Leucheria bridgesii  Hook. & Arn.
- Leucheria candidissima  Gillies ex D.Don
- Leucheria cerberoana  J.Rémy
- Leucheria coerulescens  J.Rémy
- Leucheria congesta  D.Don
- Leucheria cummingii  Hook. & Arn.
- Leucheria daucifolia  (Don) Crisci
- Leucheria diemii  Cabrera
- Leucheria eriocephala  Speg.
- Leucheria floribunda  DC.
- Leucheria garciana  J.Rémy
- Leucheria gayana  (J.Rémy) Reiche
- Leucheria gilliesii  Hook. & Arn.
- Leucheria glabriuscula  Reiche
- Leucheria glacialis  Reiche
- Leucheria glandulosa  D.Don
- Leucheria graui  Katinas, M.C.Tellería & Crisci
- Leucheria hahnii  Franch.
- Leucheria hieracioides  Cass.
- Leucheria landbeckii  Reiche
- Leucheria leontopodioides  K.Schum.
- Leucheria lithospermifolia  Reiche
- Leucheria magna  Phil.
- Leucheria meladensis  Katinas, Crisci & A.E.Martic.
- Leucheria menana  J.Rémy
- Leucheria millefolium  Dusén & Skottsb.
- Leucheria multiflora  Phil.
- Leucheria nutans  (J.Rémy) Reiche
- Leucheria oligocephala  J.Rémy
- Leucheria paniculata  Poepp. ex Less.
- Leucheria papillosa  Cabrera
- Leucheria polyclados  (J.Rémy) Reiche
- Leucheria pteropogon  (Griseb.) Cabrera
- Leucheria purpurea  Hook. & Arn.
- Leucheria rosea  Poepp. ex Less.
- Leucheria runcinata  D.Don
- Leucheria salina  (J.Rémy) Dusén
- Leucheria scrobiculata  Gillies ex Don
- Leucheria senecioides  Hook. & Arn.
- Leucheria suaveolens  (d'Urv.) Skottsb.
- Leucheria tenuis  Less.
- Leucheria thermarum  Reiche
- Leucheria tomentosa  (Less.) Crisci
- Leucheria viscida  (Bertero ex Colla) Crisci

### Sinonimi
Sono elencati alcuni sinonimi per questo genere:
- Bertolonia DC.
- Chabraea  DC.
- Clybatis  Phil.
- Eizaguirrea  J.Rémy
- Lasiorrhiza  Lag.
- Mimela  Phil.
- Ptilurus  D.Don